# Janko Smole
Janko Smole (2. červen 1921, Lublaň – 11. června 2010, Lublaň) byl slovinský bankéř, finančník a politik.

## Životopis
Narodil se v Lublani, studoval v Bělehradě. Do Svazu komunistické mládeže Jugoslávie vstoupil v roce 1939. Po okupaci Jugoslávie se přidal do hnutí odporu, byl však Italy zajat a v období od února 1942 do května 1944 byl vězněn. Po návratu do Jugoslávie vstoupil do Komunistické strany. Následně zastával různé funkce: byl tajemníkem ústředního výboru Komunistické strany Slovinska, vedoucím skupiny Svazové plánovací komise, předsedou Slovinské plánovací komise (1950–1953). V letech 1958 až 1962 byl guvernérem Národní banky Federativní lidové republiky Jugoslávie. V letech 1967 až 1974 byl federálním ministrem financí. V roce 1970 dosáhl Smole neuvěřitelného úspěchu, když se mu podařilo snížit rozpočet Jugoslávské lidové armády na necelých šest procent národního důchodu. V období let 1965 až 1967 byl slovinským premiérem. V roce 1966 inicioval Smole vytvoření Centra pro výzkum veřejného mínění. Funkci premiéra (předsedy výkonného výboru) opustil v důsledku neshod s republikovou skupščinou v roce 1967. Tyto neshody spočívaly především v tom, že Smole navrhoval snížení sociálních výdajů, což tvrdě pobouřilo federální vládu (SIV) v Bělehradu. V období let 1974 až 1978 a 1982 až 1984 byl opět členem federální vlády.
V říjnu 2006 obdržel za svůj přínos slovinskému národu na poli bankovnictví a finančnictví a za účast v humanitární a charitativní činnosti z rukou slovinského prezidenta Janeze Drnovšeka Zlatý řád za zásluhy.